# Terceira Liga 2024-25
La Terceira Liga 2024-25, llamada oficialmente Liga 3, fue la cuarta edición de la tercera competición futbolística de Portugal.
Un total de 20 equipos participaron en la competición, incluyendo 14 equipos de la temporada anterior, 2 provenientes de la Segunda Liga 2023-24 y 4 provenientes del Campeonato de Portugal 2023-24.

## Relevos
Länk Vilaverdense y Belenenses descendieron a la Terceira Liga después de terminar en los puestos 17 y 18 en la Segunda Liga.
Amarante, São João de Ver, Lusitânia y União de Santarém ascendieron tras conseguir sus respectivas plazas en la fase de ascenso del Campeonato de Portugal.
| Pos. | Ascendidos a Segunda Liga |
| ---- | ------------------------- |
| 1.º  | Alverca                   |
| 2.º  | Felgueiras 1932           |

| Pos. | Descendidos de Segunda Liga |
| ---- | --------------------------- |
| 17.º | Vilaverdense                |
| 18.º | Belenenses                  |

| Pos.   | Ascendidos de Campeonato de Portugal |
| ------ | ------------------------------------ |
| 1.º G1 | Amarante                             |
| 2.º G1 | São João de Ver                      |
| 2.º G2 | Lusitânia                            |
| 3.º G2 | União de Santarém                    |

| Pos.   | Descendidos a Campeonato de Portugal |
| ------ | ------------------------------------ |
| 5.º S1 | Canelas 2010                         |
| 5.º S2 | Amora                                |
| 6.º S1 | Vianense                             |
| 6.º S2 | Pero Pinheiro                        |

## Equipos participantes
| Equipo               | Ciudad               | Estadio                                           | Capacidad |
| -------------------- | -------------------- | ------------------------------------------------- | --------- |
| Länk Vilaverdense    | Vila Verde           | Campo Cruz do Reguengo                            | 1,000     |
| Belenenses           | Lisboa               | Estádio do Restelo                                | 19,856    |
| Lusitânia Lourosa    | Santa Maria da Feira | Estádio do Lusitânia FC Lourosa                   | 8,000     |
| SC Braga "B"         | Braga                | Complexo Desportivo de Fão                        | 724       |
| Académica            | Coimbra              | Estádio Cidade de Coimbra                         | 29,622    |
| Varzim               | Póvoa de Varzim      | Estádio do Varzim SC                              | 7,280     |
| Atlético CP          | Lisboa               | Estádio da Tapadinha                              | 4,000     |
| Sp. Covilhã          | Covilhã              | Estádio Municipal José dos Santos Pinto           | 3,500     |
| Fafe                 | Fafe                 | Parque Municipal dos Desportos de Fafe            | 4,000     |
| Sporting CP "B"      | Alcochete            | Estádio Aurélio Pereira                           | 1,180     |
| Trofense             | Trofa                | Estádio do CD Trofense                            | 5,074     |
| Caldas               | Caldas da Rainha     | Campo da Mata                                     | 9,600     |
| Sanjoanense          | São João da Madeira  | Estádio Conde Dias Garcia                         | 15,000    |
| Oliveira do Hospital | Oliveira do Hospital | Estádio Municipal de Oliveira do Hospital         | 5,000     |
| Anadia               | Anadia               | Estádio Municipal Eng.º Sílvio Henriques Cerveira | 6,500     |
| 1.º Dezembro         | Sintra               | Campo Conde de Sucena                             | 1,000     |
| Amarante             | Amarante             | Municipal de Amarante                             | 16,800    |
| São João de Ver      | Santa Maria da Feira | Estádio Clube São João de Ver                     | 5,000     |
| SC Lusitânia         | Angra do Heroísmo    | Estádio João Paulo II,                            | 7,000     |
| União de Santarém    | Santarém             | Campo Chã das Padeiras                            | 15,000    |

## Formato
La temporada se divide en dos fases: en la primera de ellas los veinte equipos son repartidos en dos grupos (llamados de manera oficial "series") de diez clubes, los cuales son seleccionados por criterios de proximidad geográfica, los equipos se enfrentan entre sí dos veces sumando un total de 18 jornadas. Los primeros cuatro equipos de cada serie avanzan a la fase de promoción, mientras que los clubes colocados entre la quinta y décima plaza se clasifican a la fase de permanencia.
En la fase de promoción los ocho equipos son colocados en un único grupo en donde se enfrentan todos contra todos a dos vueltas, sumando un total de catorce partidos. Al finalizar la jornada 14 los dos primeros clasificados del grupo ascenderán de manera directa a la Segunda Liga, mientras que el tercer lugar disputará un eliminatoria de promoción contra el decimosexto clasificado de la Segunda Liga 2024-25.
En la fase de permanencia los doce equipos clasificados son divididos en dos grupos (llamados de manera oficial "series") de seis clubes, los cuales son seleccionados por criterios geográficos. Los equipos juegan entre sí dos veces sumando un total de diez jornadas. Al finalizar las diez jornadas los dos últimos clasificados de cada grupo serán relegados al Campeonato de Portugal. En esta etapa los equipos reciben puntos de bonificación de acuerdo con su desempeño en la primera fase.

## Primera fase

### Serie A

#### Clasificación
| Pos. | Equipo            | Pts. | PJ | G  | E | P  | GF | GC | Dif. | Clasificación        |
| ---- | ----------------- | ---- | -- | -- | - | -- | -- | -- | ---- | -------------------- |
| 1    | Lusitânia Lourosa | 36   | 18 | 11 | 3 | 4  | 25 | 12 | +13  | Grupo de promoción   |
| 2    | Varzim            | 35   | 18 | 11 | 2 | 5  | 26 | 20 | +6   | Grupo de promoción   |
| 3    | Fafe              | 31   | 18 | 9  | 4 | 5  | 24 | 20 | +4   | Grupo de promoción   |
| 4    | Amarante          | 30   | 18 | 9  | 3 | 6  | 16 | 11 | +5   | Grupo de promoción   |
| 5    | SC Braga "B"      | 27   | 18 | 6  | 9 | 3  | 19 | 13 | +6   | Etapa de permanencia |
| 6    | Trofense          | 26   | 18 | 7  | 5 | 6  | 21 | 18 | +3   | Etapa de permanencia |
| 7    | São João de Ver   | 23   | 18 | 6  | 5 | 7  | 27 | 27 | 0    | Etapa de permanencia |
| 8    | Anadia            | 19   | 18 | 5  | 4 | 9  | 21 | 31 | −10  | Etapa de permanencia |
| 9    | Sanjoanense       | 12   | 18 | 2  | 6 | 10 | 17 | 28 | −11  | Etapa de permanencia |
| 10   | Länk Vilaverdense | 8    | 18 | 1  | 5 | 12 | 11 | 27 | −16  | Etapa de permanencia |

 Fuente: Liga 3
Criterios de clasificación: Puntos · Enfrentamientos directos · Diferencia de goles en enfrenamientos directos · Diferencia de goles · Partidos ganados · Goles anotados .

#### Resultados
| Local \ Visitante | AMA | ANA | FAF | LUS | SNJ | SJV | SCB | TRO | VAR | VIL |
| ----------------- | --- | --- | --- | --- | --- | --- | --- | --- | --- | --- |
| Amarante          | —   | 0–1 | 0–0 | 1–0 | 1–0 | 2–0 | 1–1 | 1–0 | 0–1 | 1–0 |
| Anadia            | 1–0 | —   | 1–1 | 0–3 | 2–1 | 2–2 | 1–3 | 4–2 | 0–2 | 1–2 |
| Fafe              | 4–1 | 1–1 | —   | 1–2 | 1–1 | 2–1 | 1–0 | 1–0 | 2–0 | 1–0 |
| Lusitânia Lourosa | 1–0 | 3–2 | 4–0 | —   | 1–0 | 2–1 | 1–2 | 1–1 | 0–0 | 1–0 |
| Sanjoanense       | 0–1 | 1–2 | 0–1 | 1–1 | —   | 2–2 | 2–2 | 0–2 | 1–2 | 1–0 |
| São João de Ver   | 0–3 | 3–1 | 4–1 | 1–0 | 1–2 | —   | 1–1 | 1–0 | 4–1 | 3–1 |
| SC Braga "B"      | 0–0 | 1–0 | 2–0 | 1–2 | 2–2 | 2–0 | —   | 0–0 | 0–0 | 2–1 |
| Trofense          | 1–0 | 3–0 | 3–2 | 0–1 | 3–2 | 1–1 | 0–0 | —   | 3–2 | 1–0 |
| Varzim            | 1–3 | 2–1 | 0–2 | 1–0 | 3–0 | 2–0 | 1–0 | 2–1 | —   | 3–2 |
| Länk Vilaverdense | 0–1 | 1–1 | 0–3 | 0–2 | 1–1 | 2–2 | 0–0 | 0–0 | 1–3 | —   |

### Serie B

#### Clasificación
| Pos. | Equipo               | Pts. | PJ | G  | E | P | GF | GC | Dif. | Clasificación        |
| ---- | -------------------- | ---- | -- | -- | - | - | -- | -- | ---- | -------------------- |
| 1    | Atlético CP          | 33   | 18 | 10 | 3 | 5 | 26 | 14 | +12  | Grupo de promoción   |
| 2    | 1.º Dezembro         | 29   | 18 | 7  | 8 | 3 | 23 | 15 | +8   | Grupo de promoción   |
| 3    | Belenenses           | 27   | 18 | 6  | 9 | 3 | 21 | 17 | +4   | Grupo de promoción   |
| 4    | Sporting CP "B"      | 26   | 18 | 6  | 8 | 4 | 23 | 23 | 0    | Grupo de promoción   |
| 5    | Académica de Coimbra | 26   | 18 | 6  | 8 | 4 | 30 | 24 | +6   | Etapa de permanencia |
| 6    | União de Santarém    | 24   | 18 | 7  | 3 | 8 | 22 | 22 | 0    | Etapa de permanencia |
| 7    | Caldas               | 23   | 18 | 6  | 5 | 7 | 22 | 28 | −6   | Etapa de permanencia |
| 8    | Sporting Covilhã     | 22   | 18 | 6  | 4 | 8 | 21 | 26 | −5   | Etapa de permanencia |
| 9    | Oliveira do Hospital | 16   | 18 | 3  | 7 | 8 | 21 | 26 | −5   | Etapa de permanencia |
| 10   | SC Lusitânia         | 13   | 18 | 2  | 7 | 9 | 14 | 28 | −14  | Etapa de permanencia |

 Fuente: Liga 3
Criterios de clasificación: Puntos · Enfrentamientos directos · Diferencia de goles en enfrenamientos directos · Diferencia de goles · Partidos ganados · Goles anotados .

#### Resultados
| Local \ Visitante    | 1DZ | ACA | ACP | BEL | CAL | LUS | OLI | SCP | SCO | UNI |
| -------------------- | --- | --- | --- | --- | --- | --- | --- | --- | --- | --- |
| 1.º Dezembro         | —   | 1–2 | 2–1 | 0–0 | 1–1 | 3–0 | 2–0 | 0–0 | 3–1 | 1–1 |
| Académica de Coimbra | 1–2 | —   | 1–3 | 1–0 | 2–3 | 5–1 | 2–2 | 0–0 | 1–1 | 1–0 |
| Atlético CP          | 0–1 | 1–1 | —   | 0–1 | 4–0 | 2–1 | 2–0 | 3–0 | 1–0 | 1–0 |
| Belenenses           | 1–1 | 0–0 | 0–0 | —   | 2–1 | 1–0 | 2–1 | 1–1 | 2–2 | 2–0 |
| Caldas               | 1–1 | 1–1 | 1–1 | 1–1 | —   | 1–0 | 2–1 | 1–2 | 1–2 | 0–3 |
| SC Lusitânia         | 1–1 | 3–3 | 0–1 | 2–1 | 1–4 | —   | 0–0 | 2–2 | 1–0 | 1–2 |
| Oliveira do Hospital | 3–0 | 1–1 | 3–2 | 2–2 | 1–2 | 1–1 | —   | 2–1 | 0–1 | 1–2 |
| Sporting CP "B"      | 1–1 | 2–1 | 0–1 | 2–1 | 4–1 | 0–0 | 1–1 | —   | 1–0 | 3–3 |
| Sporting Covilhã     | 0–3 | 3–4 | 1–3 | 2–2 | 1–0 | 0–0 | 1–0 | 2–3 | —   | 3–1 |
| União de Santarém    | 1–0 | 0–3 | 2–0 | 1–2 | 0–1 | 1–0 | 2–2 | 3–0 | 0–1 | —   |

## Segunda fase

### Grupo de promoción

#### Clasificación
| Pos. | Equipo                   | Pts. | PJ | G | E | P | GF | GC | Dif. | Clasificación                       |
| ---- | ------------------------ | ---- | -- | - | - | - | -- | -- | ---- | ----------------------------------- |
| 1    | Lusitânia Lourosa (A, C) | 30   | 14 | 9 | 3 | 2 | 20 | 13 | +7   | Ascenso a Segunda Liga              |
| 2    | Sporting CP "B" (A)      | 26   | 14 | 7 | 5 | 2 | 18 | 10 | +8   | Ascenso a Segunda Liga              |
| 3    | Belenenses               | 22   | 14 | 5 | 7 | 2 | 19 | 13 | +6   | Promoción de ascenso a Segunda Liga |
| 4    | Varzim                   | 21   | 14 | 6 | 3 | 5 | 21 | 14 | +7   |                                     |
| 5    | Fafe                     | 14   | 14 | 4 | 2 | 8 | 18 | 23 | −5   |                                     |
| 6    | 1.º Dezembro             | 14   | 14 | 4 | 2 | 8 | 13 | 24 | −11  |                                     |
| 7    | Atlético CP              | 13   | 14 | 3 | 4 | 7 | 14 | 18 | −4   |                                     |
| 8    | Amarante                 | 13   | 14 | 3 | 4 | 7 | 14 | 22 | −8   |                                     |

Actualizado a los partidos jugados el 17 de mayo de 2025.
 Fuente: Liga 3
Criterios de clasificación: Puntos · Enfrentamientos directos · Diferencia de goles en enfrenamientos directos · Diferencia de goles · Partidos ganados · Goles anotados .

#### Resultados
| Local \ Visitante | 1DZ | AMA | ACP | BEL | FAF | LUS | SCP | VAR |
| ----------------- | --- | --- | --- | --- | --- | --- | --- | --- |
| 1.º Dezembro      | —   | 2–1 | 0–1 | 3–1 | 1–0 | 1–0 | 1–1 | 0–3 |
| Amarante          | 1–1 | —   | 2–0 | 1–4 | 1–3 | 1–1 | 0–1 | 2–1 |
| Atlético CP       | 1–2 | 3–1 | —   | 2–2 | 4–0 | 0–0 | 0–0 | 0–2 |
| Belenenses        | 2–0 | 0–0 | 1–1 | —   | 3–2 | 1–1 | 1–1 | 0–0 |
| Fafe              | 3–1 | 1–1 | 2–0 | 0–1 | —   | 1–2 | 1–2 | 1–0 |
| Lusitânia Lourosa | 2–1 | 2–1 | 2–0 | 1–0 | 2–1 | —   | 2–1 | 2–0 |
| Sporting CP "B"   | 3–0 | 2–0 | 2–1 | 1–3 | 0–0 | 1–0 | —   | 2–0 |
| Varzim            | 2–0 | 1–2 | 2–1 | 0–0 | 5–3 | 4–0 | 1–1 | —   |

### Etapa de permanencia

#### Serie A
| Pos. | Equipo                | Pts. | PJ | G | E | P | GF | GC | Dif. | Clasificación                      |
| ---- | --------------------- | ---- | -- | - | - | - | -- | -- | ---- | ---------------------------------- |
| 1    | SC Braga "B"          | 27   | 10 | 5 | 3 | 2 | 13 | 9  | +4   |                                    |
| 2    | Sanjoanense           | 23   | 10 | 6 | 3 | 1 | 18 | 11 | +7   |                                    |
| 3    | Trofense              | 21   | 10 | 4 | 1 | 5 | 10 | 10 | 0    |                                    |
| 4    | São João de Ver       | 18   | 10 | 3 | 3 | 4 | 11 | 16 | −5   |                                    |
| 5    | Anadia (D)            | 16   | 10 | 3 | 3 | 4 | 7  | 8  | −1   | Descenso al Campeonato de Portugal |
| 6    | Länk Vilaverdense (D) | 7    | 10 | 2 | 1 | 7 | 8  | 13 | −5   | Descenso al Campeonato de Portugal |

Actualizado a los partidos jugados el 4 de mayo de 2025.
 Fuente: Liga 3
Criterios de clasificación: Puntos · Enfrentamientos directos · Diferencia de goles en enfrenamientos directos · Diferencia de goles · Partidos ganados · Goles anotados .
Resultados
| Local \ Visitante | ANA | SNJ | SJV | SCB | TRO | VIL |
| ----------------- | --- | --- | --- | --- | --- | --- |
| Anadia            | —   | 0–1 | 0–1 | 1–2 | 1–1 | 2–0 |
| Sanjoanense       | 1–1 | —   | 5–2 | 1–1 | 3–1 | 2–1 |
| São João de Ver   | 0–1 | 2–2 | —   | 1–0 | 0–1 | 1–1 |
| SC Braga "B"      | 0–0 | 0–1 | 3–3 | —   | 0–0 | 3–2 |
| Trofense          | 2–0 | 2–0 | 3–0 | 0–2 | —   | 0–2 |
| Länk Vilaverdense | 0–1 | 1–2 | 0–1 | 0–1 | 1–0 | —   |

#### Serie B
| Pos. | Equipo                   | Pts. | PJ | G | E | P | GF | GC | Dif. | Clasificación                      |
| ---- | ------------------------ | ---- | -- | - | - | - | -- | -- | ---- | ---------------------------------- |
| 1    | União de Santarém        | 28   | 10 | 6 | 3 | 1 | 14 | 3  | +11  |                                    |
| 2    | Académica de Coimbra     | 27   | 10 | 5 | 3 | 2 | 17 | 13 | +4   |                                    |
| 3    | Caldas                   | 18   | 10 | 3 | 3 | 4 | 7  | 13 | −6   |                                    |
| 4    | Sporting Covilhã         | 14   | 10 | 2 | 3 | 5 | 8  | 12 | −4   |                                    |
| 5    | Oliveira do Hospital (D) | 13   | 10 | 2 | 4 | 4 | 12 | 14 | −2   | Descenso al Campeonato de Portugal |
| 6    | SC Lusitânia (D)         | 11   | 10 | 2 | 4 | 4 | 11 | 14 | −3   | Descenso al Campeonato de Portugal |

Actualizado a los partidos jugados el 4 de mayo de 2025.
 Fuente: Liga 3
Criterios de clasificación: Puntos · Enfrentamientos directos · Diferencia de goles en enfrenamientos directos · Diferencia de goles · Partidos ganados · Goles anotados .
Resultados
| Local \ Visitante    | ACA | CAL | LUS | OLI | SCO | UNI |
| -------------------- | --- | --- | --- | --- | --- | --- |
| Académica de Coimbra | —   | 1–2 | 4–2 | 2–1 | 2–1 | 0–4 |
| Caldas               | 0–4 | —   | 2–1 | 2–1 | 0–1 | 0–1 |
| SC Lusitânia         | 0–1 | 0–0 | —   | 2–2 | 2–0 | 1–1 |
| Oliveira do Hospital | 2–2 | 3–0 | 1–1 | —   | 1–0 | 0–2 |
| Sporting Covilhã     | 1–1 | 1–1 | 1–2 | 1–1 | —   | 0–1 |
| União de Santarém    | 0–0 | 0–0 | 2–0 | 2–0 | 1–2 | —   |

## Promoción de ascenso a Segunda División
El décimo sexto lugar de esta temporada, Paços de Ferreira, jugó contra el tercer clasificado del grupo de promoción de la Terceira Liga, Belenenses, en partidos de ida y vuelta para determinar al último equipo integrante de la Segunda División de la próxima temporada.
- Los horarios corresponden al huso horario de verano portugués (UTC+1).

| 24 de mayo de 2025 | Belenenses                            | 2:1 (0:0) | Paços de Ferreira | Estadio del Restelo, Lisboa |                           |
| 19:00              | Diogo Leitão 63' · Xavi Fernandes 73' | Reporte   | João Pinto 75'    | Árbitro(s): André Narciso   | Árbitro(s): André Narciso |

| 1 de junio de 2025 | Paços de Ferreira                                      | 2:0 (1:0, 0:0) (t. s.)(Global 3:2) | Belenenses | Estadio Capital do Móvel, Paços de Ferreira |                               |
| 17:00              | Vitorino Antunes 57' (pen.) · Vladislav Morozov 105+1' | Reporte                            |            | Árbitro(s): Anzhony Rodrigues               | Árbitro(s): Anzhony Rodrigues |